# 星松尾
星 松尾（ほし まつお、1884年（明治17年）10月25日 - 1964年（昭和39年）8月3日）は、大日本帝国陸軍軍人。最終階級は陸軍少将。功四級。

## 経歴
東京府出身。陸軍士官学校第17期、陸軍大学校第27期卒業。1922年（大正11年）2月に陸軍騎兵少佐に進級し、1923年（大正12年）9月時点で陸軍騎兵学校教官の任にあった。1925年（大正14年）12月に陸軍騎兵中佐進級と同時に第8師団参謀に就任し、1928年（昭和3年）3月に騎兵第9連隊長（第9師団）に着任した。
1930年（昭和5年）8月、陸軍騎兵大佐進級と同時に近衛師団司令部附となり、専修大学に配属された。1932年（昭和7年）8月に騎兵第13連隊長（騎兵集団・騎兵第1旅団）に着任し、満州事変に出動した。1934年（昭和9年）3月5日に第3師団司令部附となり、名古屋医科大学に配属され、3月17日には留守第3師団司令部附となったが学校配属は継続した。1935年（昭和10年）3月15日に陸軍少将進級と同時に待命となり、3月30日に予備役に編入された。
1964年（昭和39年）8月3日に脳溢血により死去。

## 栄典
勲章等
- 1940年（昭和15年）8月15日 - 紀元二千六百年祝典記念章[7]